# Skeleton-Juniorenweltmeisterschaft 2003
Die Skeleton-Juniorenweltmeisterschaft 2003 war die erste Austragung der Skeleton-Juniorenweltmeisterschaft. Sie wurde im Schönauer Ortsteil Königssee auf der Kunsteisbahn Königssee ausgetragen. Bei den Frauen sicherte sich die deutsche Skeletonpilotin Julia Eichhorn den Premieren-Titel. Bei den Männern gewann der deutsche Skeletonfahrer Frank Kleber mit einem Vorsprung von fast einer Sekunde beim deutschen Dreifachsieg die erstmals ausgetragene Juniorenweltmeisterschaft.

## Medaillenspiegel
| Platz | Land               |   |   |   |   |
| ----- | ------------------ | - | - | - | - |
| 1     | Deutschland        | 2 | 1 | 1 | 4 |
| 2     | Vereinigte Staaten | – | 1 | 1 | 2 |
| Total | Total              | 2 | 2 | 2 | 6 |

## Medaillengewinner
| Wettbewerb | Gold           | Gold        | Silber              | Silber      | Bronze        | Bronze      |
| Wettbewerb | Sportler       | Leistung    | Sportler            | Leistung    | Sportler      | Leistung    |
| ---------- | -------------- | ----------- | ------------------- | ----------- | ------------- | ----------- |
| Frauen     | Julia Eichhorn | 1:45,27 min | Lyndsie Peterson    | 1:45,38 min | Tristan Gale  | 1:45,92 min |
| Männer     | Frank Kleber   | 1:41,88 min | Matthias Biedermann | 1:42,71 min | Simon Wiesheu | 1:42,80 min |